# Songs (織田哲郎のアルバム)
『Songs』（ソングス）は、織田哲郎の初のセルフカバー・アルバム。

## 内容
1993年に、作曲家部門1位を獲ったことを理由に、オリジナル・アルバム『T』と同時に発売したセルフカバーアルバム。
オリコンチャート7位を獲得した。

## 制作
「OH SHINY DAYS」を歌い、T-BOLAN「サヨナラから始めよう」のレコーディングで参加したTWINZERの生沢佑一、「このまま君だけを奪い去りたい」、「翼を広げて」の原曲を歌ったDEENの池森秀一、「チョット」の原曲を歌った大黒摩季、「咲き誇れ愛しさよ」は上野洋子がコーラスで参加している。中でも「SUMMER DREAM」は初めて楽器を使用せず、鈴木康志のコーラスを使用した楽曲。
「咲き誇れ愛しさよ」、TUBE、亜蘭知子らとの音楽ユニット「渚のオールスターズ」名義での「Be My Venus」以外の全曲は、『complete of 織田哲郎 at the BEING studio』に収録されている。

## 収録曲
特記以外　作曲・編曲：織田哲郎
1. 世界中の誰よりきっと - 原曲：中山美穂 & WANDS
  - 作詞：上杉昇・中山美穂、ストリングスアレンジ：JIMMIE HASKELL・織田哲郎
2. このまま君だけを奪い去りたい - 原曲：DEEN[1]
  - 作詞：上杉昇、編曲：JIMMIE HASKELL
3. 愛を語るより口づけをかわそう - 原曲：WANDS
  - 作詞：上杉昇、ストリングスアレンジ：JIMMIE HASKELL
4. チョット - 原曲：大黒摩季
  - 作詞：大黒摩季、編曲：織田哲郎・DENNIS MATKOSKY
5. 咲き誇れ愛しさよ - 原曲：Wink
  - 作詞：大黒摩季
6. SUMMER DREAM - 原曲：TUBE
  - 作詞：亜蘭知子、編曲：鈴木康志・池田大介
7. Be My Venus - 原曲：渚のオールスターズ
  - 作詞：亜蘭知子、編曲：JIMMIE HASKELL
8. サヨナラから始めよう - 原曲：T-BOLAN
  - 作詞：森友嵐士
9. OH SHINY DAYS - 原曲：TWINZER
  - 作詞：小田佳奈子
10. 揺れる想い - 原曲：ZARD
  - 作詞：坂井泉水
11. 翼を広げて - 原曲：DEEN
  - 作詞：坂井泉水、編曲：JIMMIE HASKELL

## 参加ミュージシャン
- 織田哲郎 - ギター、ピアノ、キーボード、コンピュータ・プログラミング、パーカッション、コーラス

- ジェフ・バクスター - ギター
- デニス・バディマー - ギター
- 吉川忠英 - アコースティック・ギター、マンドリン
- バーナード・パーディ - ドラム
- デヴィッド・ケンパー - ドラム
- 江口信夫 - ドラム
- リー・スクラー - ベース
- 美久月千晴 - ベース
- ビリー・プレストン - フェンダー・ローズ
- クレイグ・ダーギー - ピアノ
- 難波弘之 - オルガン、ピアノ
- パウリーニョ・ダ・コスタ - パーカッション
- リー・オスカー - ハーモニカ
- 金子飛鳥 - ヴァイオリン
- 池森秀一 - コーラス
- 大黒摩季 - コーラス
- 上野洋子 - コーラス
- 鈴木康志 - コーラス
- 栗林誠一郎 - コーラス
- 牧穂エミ - コーラス